# Distretto di Yau Tsim Mong
Il distretto di Yau Tsim Mong (o Yau Tsim Mong District, in cinese semplificato 油尖旺区, in cinese tradizionale 油尖旺區, in mandarino pinyin Yóujiānwàng Qū) è uno dei 18 distretti di Hong Kong, in Cina.